# Cafpi
CAFPI, stylisé en CAFPI (Conseil à l'accession et au financement en prêts immobiliers) est une société commerciale, créée en 1971 à Sainte-Geneviève-des-Bois dans le département de l'Essonne, leader français du courtage en prêt immobilier en 2009 et en 2011,,.

## Historique
Élie Assouline (né en décembre 1948) crée une société en 1971. Il désire rendre le crédit immobilier plus simple, plus accessible grâce au courtage en prêts immobiliers. En 1975, son frère Maurice Assouline (né en décembre 1954) le rejoint. La société évolue de structure juridique et devient une SA à directoire, inscrite au registre de commerce d’Évry le 1er janvier 2009,,. La famille Assouline est l'actionnaire de la société.
Dans son classement annuel, le magazine Challenges estime la fortune professionnelle d'Elie et Maurice Assouline à 130 millions d'euros en 2018.
En 1975, la société installe son siège à Sainte-Geneviève-des-Bois, puis en 1986, la société commence à créer des agences et s'étend en France métropolitaine puis dans les DOM-TOM (25 agences en 2000, 150 en 2012). En 1993, elle crée Vitae Assurances Emprunteurs. En 1999 est introduit le courtage en ligne via le réseau Internet. En 2005, les activités s'étendent au regroupement de crédits. En 2008, la société crée une filiale au Maroc.

## Activité
Les clients de CAFPI sont les futurs acquéreurs à la recherche de financement. Pour un acquéreur potentiel, son objectif est de trouver le financement qui correspond le mieux à son besoin : le courtier est un intermédiaire entre les clients et les banques, le courtier n'est pas le prêteur. Compte tenu de la totalité des financements proposés à un instant donné, CAFPI obtient des banques des conditions avantageuses dont il fait bénéficier ses clients. C'est un peu un « supermarché du crédit immobilier ».
La société se rémunère par la commission bancaire qui est versée pour l'acquisition d'un financement. Cette commission de courtage peut être appelée également en commission d'apporteur d'affaire.
En supplément, elle se rémunère aussi sur le montant des propositions de prêts qu'elle effectue pour ses clients.
La commission est comprise entre 0,8 et 1 % du montant du prêt.
En 2007, CAFPI s'associe à une banque espagnole pour proposer des prêts à 50 ans, avec tous les risques que cela pose.
En 2008, le quotidien Les Échos évoque un "coup de théâtre" lorsque CAFPI invite toutes les grandes banques à son capital.
CAFPI a ainsi été l'intermédiaire de 5.2 milliards d'euros de financement en 2011, en lien avec plus de 110 banques, ce qui l'amène à être leader de son domaine en 2011.
En 2009, la société CAFPI propose de mieux encadrer son métier et préconise l'inscription des professionnels dans un fichier des intermédiaires des opérations de banque et la création d'une fédération.
En 2010, CAFPI s'associe aux sociétés de courtage en ligne Empruntis, Meilleurtaux et AB Courtage pour créer l'Association professionnelle des intermédiaires en crédit (APIC). Le courtier Credipro les rejoint, l'APIC (dirigée par le président du directoire de CAFPI) revendiquant alors 35 % de parts de marché du courtage en crédits en France.
C'est à cette même époque que CAFPI met en ligne un comparateur de prix dédié aux assurances de prêt. Le simulateur intègre plusieurs variables : durée de l'emprunt, capital assuré, garanties offertes (en particulier les incapacités de travail). L'entreprise propose également à ses clients une aide à la restructuration des crédits, des assurances de prêt spécifiques et une expertise sur les dossiers complexes (précarité d'emploi, accident de la vie, refus d'assurance, etc.),.
En février 2011, un directeur régional est mis en examen pour escroquerie dans l'affaire Apollonia où CAFPI servait de courtier pour ce promoteur.
En 2011, contrairement à certaines analyses, telle celle de l'économiste en chef du Fonds monétaire international, publiée dans le quotidien Le Monde du 23 avril 2010 qui évoque la bulle immobilière en France, pour CAFPI : il n’existe pas de bulle immobilière en France.
En 2012, la société CAFPI faisait la moitié de la production annuelle de financement pour l’investissement locatif avec le seul dispositif lié à la loi Scellier.
En mai 2021, le courtier en crédit immobilier passe sous le contrôle du fonds d’investissement BlackFin Capital Partners,.